# Тукеев, Мурат Орындыкбаевич
Мурат Орындыкбаевич Тукеев (род. 17 августа 1961, Уштобе, Алма-Атинская область, Казахская ССР, СССР) — казахский артист балета и педагог, солист, мастер сцены (премьер) Казахского государственного академического театра оперы и балета имени Абая в 1984—2001 годах. Заслуженный артист Республики Казахстан (1993).

## Биография
- Тукеев Мурат Орындыкбаевич родился 17 августа 1961 года в Уштобе, Алма-Атинская область, Казахская ССР, СССР
- В 1971 году поступил в Алма-Атинское Государственное Хореографическое Училище.
- Окончил училище в 1979 году и получил среднее профессиональное образование квалификации «Артист балета».
- Сразу после окончания училища стал солистом Государственного ансамбля классического танца Республики Казахстан (Молодой балет Алма-Аты).
- Через четыре года Солист балета Казахский государственный ордена Ленина академический театр оперы и балета имени Абая.
- С 1994 по 1997 года — Казахский Государственный институт театра и кино им. Т. Жургенова, специальность — «педагог-хореограф».

## Трудовая деятельность
- С 1979 по 1984 г. — Солист балета Государственного ансамбля классического танца Республики Казахстан (Молодой балет Алма-Аты).
- С 1984 по 1991 г. — Солист Казахского государственного ордена Ленина академического театра оперы и балета имени Абая,
- С 1991 по 2001 г. — Ведущий солист (мастер сцены) Казахского государственного ордена Ленина академического театра оперы и балета имени Абая.
- С 1984 по 1986 г. — Служба в СА КДВО старший радиотелеграфист (г. Владивосток), с октября 1985 года — служба в ансамбле песни и пляски СА КДВО, командир отделения солдат срочной службы г. Хабаровск.
- С 1996 по 2002 г. — Директор балетной труппы ГАТОБ имени Абая.
- С 2002 по 2016 г. — Педагог-репетитор, балетмейстер-постановщик ГАТОБ имени Абая.
- С 2002 по 2016 г. — Педагог по классическому и дуэтно-классическому танцу АХУ имени А. Селезнева.
- С 2015 по 2016 г. — Консультант по специальным дисциплинам — Казахской национальной академии искусств имени Т. Жургенова.
- С 2016 по 2021 г. — Заведующий кафедрой «Режиссура» факультета «Хореография» — НАО «Казахская национальная академии хореографии».
- С 2017 по 2021 г. — Педагог-репетитор театра «Astana Ballet».
- С 2021 по 2025 г. — И. о. директора Алматинского хореографического училища имени А. Селезнева.
- С 2021 года по настоящее время - преподаватель специальных дисциплин Алматинского хореографического училища имени А. Селезнева.

## Творчество
Ведущий мастер сцены (премьер балета) КазНАТОБ имени Абая.
В репертуаре:
- Принц Зигфрид «Лебединое озеро»,
- Принц Дезире «Спящая красавица»,
- Принц «Щелкунчик»,
- Базиль «Дон Кихот»,
- Альберт «Жизель»,
- Конрад «Корсар»,
- Вацлав, Нурали, Гирей «Бахчисарайский фонтан»,
- Паоло, Джотто «Франческа да Римини»,
- Юноша «Пахита», «Шопениана»,
- Спартак «Спартак»,
- Джеймс «Сильфида»,
- Граф Резанов «Юнона» и «Авось»,
- Ишпака «Фрески»,
- Сырым и Нарша «Каракоз»,
- Пинкертон «Мадам Барефляй»,
- Альфред «Дама с камелиями» и т. д.

Всего около 30 ведущих партий.

## Награды
- 1983 — Лауреат международного фестиваля искусств «Золотая осень» г. Киев
- 1993 — Указом Президента РК от 16 июня 1993 года присвоено звание Заслуженный артист Республики Казахстан;
- 2005, 2006, 2007, 2008 г. — Дипломы за подготовку учащихся к международным конкурсам